# Kompaktheitssatz von Riesz
Der Kompaktheitssatz von Riesz  ist ein Lehrsatz, welcher dem mathematischen Teilgebiet der  Funktionalanalysis zuzurechnen ist. Er geht zurück auf den ungarischen Mathematiker Friedrich Riesz und gibt eine Charakterisierung derjenigen normierten {\displaystyle \mathbb {K} }-Vektorräume ({\displaystyle \mathbb {K} =\mathbb {R} } oder {\displaystyle \mathbb {K} =\mathbb {C} }), welche endlichdimensional sind.

## Formulierung des Satzes
Der Satz lässt sich formulieren wie folgt:
Ein normierter Vektorraum {\displaystyle X} ist dann und nur dann endlichdimensional, wenn die abgeschlossene Einheitskugel in  {\displaystyle X} ein kompakter topologischer Unterraum ist.
Dabei kann der Satz gleichwertig auch wie folgt formuliert werden:
Ein normierter Vektorraum {\displaystyle X} ist genau dann von endlicher Dimension, wenn in {\displaystyle X} jede beschränkte Folge eine konvergente Teilfolge besitzt.
In der Herleitung des Satzes lässt sich der wesentliche Beweisschritt auf das Lemma von Riesz stützen.

## Schärfere Version
Zum rieszschen Kompaktheitssatz gibt es die folgende schärfere Version, welche in der Monographie von Lutz Führer zu finden ist:
Sei {\displaystyle X}  ein separierter topologischer Vektorraum über {\displaystyle \mathbb {R} }.
Dann sind gleichwertig:
 (a) {\displaystyle X}  ist endlichdimensional.
 (b) {\displaystyle X}  ist homöomorph zu einem {\displaystyle \mathbb {R} ^{n}\;\;(n\in \mathbb {N} _{0})}.
 (c) {\displaystyle X}  ist lokalkompakt.

## Anmerkung
In der Einleitung und im Anhang der Monographie von Jürgen Appell und Martin Väth findet sich eine umfassende Liste von äquivalenten Bedingungen für die „Endlichdimensionalität“ normierter Räume.